# أحمد بن بيتور
أحمد بن بيتور سياسي ورئيس حكومة سابق، من مواليد 20 جوان 1946 بمدينة متليلي، غرداية.

## التحصيل العلمي
تحصل أحمد بن بيتور على الشهادة الابتدائية سنة 1958 بواحة المنيعة. توجه للعمل في هذه السن لأن إخوته التحقوا بالثورة التحريرية. ثم عاد للدراسة في سنة الاستقلال 1962، ذهب إلى ثانوية الأمير عبد القادر بالعاصمة ليحصل على شهادة الباكالوريا قسم الرياضيات (باكالوريا جزائرية وباكالوريا فرنسية) سنة 1966 ليدخل جامعة الجزائر قسم رياضيات وفي نفس الفترة 1967 قامت السلطات الجزائرية بتجنيد الطلبة لحرب سيناء وكان من بين المجندين في مدرسة الطيران بطفراوي.
عاد إلى الدراسة بعد مدة قصيرة فحصل على شهادة ليسانس رياضيات سنة 1970. ثم دبلوم في دراسات المعمقة في الاحصائيات وحساب التقدير ثم شهادة ماجستير إدارة الأعمال من كندا متحصل على شهادة دكتوراة في الاقتصاد سنة 1984 من جامعة مونتريال.

## المناصب
تقلد منصب وزيرالخزينة في حكومة مقداد سيفي (1994-1995), تقلد منصب رئيس الحكومة الجزائرية من 23 ديسمبر 1999 إلى 27 أوت 2000 أي في فترة حكم عبد العزيز بوتفليقة.
سبقه في هذا المنصب إسماعيل حمداني وخلفه علي بن فليس.
كما أنه ترشح للانتخابات الرئاسية لسنة 2014.